# Annulohypoxylon moriforme
Annulohypoxylon moriforme är en svampart. Annulohypoxylon moriforme ingår i släktet Annulohypoxylon och familjen kolkärnsvampar.

## Underarter
Arten delas in i följande underarter:
- moriforme
- microdiscum